# Posof (district)
Posof is een district van de provincie Ardahan in Turkije.

## Bevolking
Een groot deel van de bevolking van het district Posof emigreerde wegens economische overwegingen naar grotere steden of naar het buitenland. Het district had in 2012 8.016 inwoners, de stad Posof 2.046.
| Jaar | Inwonersaantal |
| ---- | -------------- |
| 1908 | 14.379         |
| 1935 | 27.041         |
| 1940 | 29.296         |
| 1945 | 30.701         |

| Jaar | Inwonersaantal |
| ---- | -------------- |
| 1950 | 30.807         |
| 1955 | 35.280         |
| 1960 | 27.267         |
| 1965 | 27.664         |

| Jaar | Inwonersaantal |
| ---- | -------------- |
| 1970 | 26.989         |
| 1975 | 23.649         |
| 1980 | 23.389         |
| 1985 | 22.665         |

| Jaar | Inwonersaantal |
| ---- | -------------- |
| 1990 | 18.861         |
| 1997 | 13.195         |
| 2000 | 12.729         |
| 2007 | 9.596          |

## Geschiedenis
In 1064 heeft de Seltsjoekse sultan, Alp Arslan, het Kol kasteel bezet toen hij over de berg Arsiyan trok om de stad Ani te veroveren. In 1080 werden de Georgiërs van het gebied verdreven en viel het in de handen van de Seltsjoeken.
Tijdens de Eerste Wereldoorlog en de Turkse Onafhankelijkheidsoorlog in de jaren 20 van de twintigste eeuw, was Posof het strijdtoneel voor gevechten tussen Turkije en Rusland.

## Geografie
Het district Posof, bevindt zich in Doğu Anadolu Bölgesi in de provincie Ardahan. Het district grenst aan de Georgische gemeenten Sjoeachevi, Choelo, Adigeni, Achaltsiche en Aspindza. Ten westen bevindt zich de provincie Şavşat en ten zuiden de provincies Hanak en Damal. Posof kent een grensovergang met Georgië, de Posof-Vale overgang. De afstanden tot enkele belangrijke Turkse steden:
| Posof-Ardahan   | 72 km    |
| Posof-Bursa     | 1.465 km |
| Posof-Erzurum   | 310 km   |
| Posof-Kars      | 138 km   |
| Posof-Ankara    | 1.119 km |
| Posof-Istanboel | 1.442 km |
| Posof-İzmir     | 1.692 km |

## Dorpen
49 dorpen van Posof in alfabetische volgorde, met nieuwe en oude benaming:
Akballı (Obol) - Alabalık (Sayho) - Alköyü (Al) - Arılı (Zedezünde) - Armutveren (Papola) - Asmakonak (Sanhuliye) - Aşıküzeyir (Hevat) - Aşıkzülali (Suskap) - Balgöze (Çıldıret) - Baykent (Vahla) - Binbaşi Eminbey (Cilvana) - Çakırkoç (Mere) - Çambeli (Sagre) - Çamyazı (Ohtel) - Çayırçimen (Lamiyan) - Demirdöven (Varzna) - Derindere (Derindere) - Doğrular (Aşağı Cacun) - Erim (Erim) - Gönülaçan (Şuvaskal) - Gümüşkavak (Zendar) - Günbatan (Banarhev) - Günlüce (Caborya) - Gürarmut (Kolishal) - İncedere (Cuvantel) - Kaleönü (Agara) - Kalkankaya (Pedoban) - Kayınlı (Şurğavul) - Kırköyü (Kırdamala) - Kolköyü (Kol) - Kopuzlu (Çorçovan) - Kumlukoz (Gume) - Kurşunçavuş (Sece) - Özbaşı (Gıniye) - Sarıçiçek (Hertus) - Sarıdarı (Tepesünde) - Savaşır (Cancak) - Söğütlükaya (Hunemis) - Süngülü (Arile) - Sütoluk (Satkabel) - Taşkıran (Görgüsüben)- Türkgözü (Badele) - Uğurca(Yukarı Cacun) - Uluçam (Varhana) - Yaylaaltı (Satlel) - Yeniköy (Yeniköy) - Yolağzı (Sinsetip) - Yurtbaşı (Sakabol) - Yurtbekler (Caksuyu)
Deze dorpen liggen verspreid in het district.

## Keuken
Posof kent vele verschillende gerechten, die deels in authentieke ovens gebakken worden.
Enkele van deze gerechten zijn:
- ginkal (deegproduct met gehakt erin)
- kete (deegproduct in laagjes opgebouwd)
- cadi (grote Posof bollen gemaakt van maismeel)
- mafis (deegproduct met/zonder gehakt (Posof loempia))
- ghacapur (deegproduct)
- punturush (deegproduct)
- purshuk (soep met eieren en kaas)
- kuymagh (soort pap van maismeel)
- karni cirigh (soort pasta)
- sinor (hele dunne gedroogd deeg opgerold met yoghurt erop)

## Personen uit Posof
- Celal Tunus, hoofdlijfwacht van Mustafa Kemal Atatürk
- Aydin Altun, hoofdlijfwacht van Mustafa İsmet İnönü
- Nihat Erim, de 14de president van de Turkse Republiek